# Alf Andersen
Alf Steen Andersen , norveški smučarski skakalec, * 5. maj 1906, Drammen, Norveška, † 12. april 1975, Frogn, Norveška.
Andersen je nastopil na Zimskih olimpijskih igrah 1928 v St. Moritzu, kjer je osvojil naslov olimpijskega prvaka na veliki skakalnici. Na Svetovnem prvenstvu 1935 v mestu Vysoké Tatryu je osvojil bronasto medaljo na veliki skakalnici.